# 2994 Flynn
2994 Flynn (1975 PA) là một tiểu hành tinh vành đai chính được phát hiện ngày 14 tháng 8 năm 1975 ở Đài thiên văn Perth, Perth, Western Australia.